# Friedrich von Bicken gen. Kesterburg
Friedrich von Bicken gen. Kesterburg (* im 13. Jahrhundert; † 11. Juni 1340) war ein römisch-katholischer Geistlicher und Domherr in Münster.

## Leben

### Herkunft und Familie
Friedrich von Bicken entstammte dem hessischen Adelsgeschlecht Bicken, das seinen Namen auf die Burg Bicken zurückführte. Er war der älteste Sohn des Burgmanns Konrad von Bicken. Der Name seiner Mutter ist nicht überliefert. Sein Bruder Eckhard war mit Gertrud Schenk zu Schweinsberg (Witwe des Gottfried von Hatzfeld) verheiratet. Deren Sohn Friedrich starb 1398. Damit war die Linie Marburg-Wolkersdorf erloschen. Seine Schwester Lukard war Äbtissin im Stift Herford. Sein Bruder Gerlach war von 1313 bis 1363 Domherr in Münster und beerbte ihn.
Bis zum Jahre 1396 besaß Friedrichs Familie das Patronatsrecht über die Martinskirche zu Kesterburg. So ist der Namenszusatz gen. Kesterburg entstanden.

### Wirken
Friedrich studierte 1305 in Bologna und besiegelte das Kapitelstatut vom 21. September 1313 über die Präbendenvergabe nachträglich. Am 1. August 1318 findet er erstmals urkundliche Erwähnung unter den Bürgen des Bischofs Ludwig gegenüber dem Grafen von der Mark.
Am 31. Oktober 1322 nahm er zusammen mit dem Domherrn Rotger von Aldendorp als Beauftragter des münsterischen Bischofs Ludwig an der Kölner Provinzialsynode teil.
Am 17. April 1336 wurde er vom Bischof in den Rat der Regierung des Stifts berufen.
Das Amt des münsterischen Domherrn bekleidete er bis zu seinem Tode. Propst von St. Mauritz in Münster war er von 1324 bis 1340.

## Sonstiges
Im Jahre 1328 erwarb Friedrich die Hälfte der Burg Wolkersdorf und begründete damit die „Wolkersdorfer Linie“ des Geschlechts.